# Poliamor

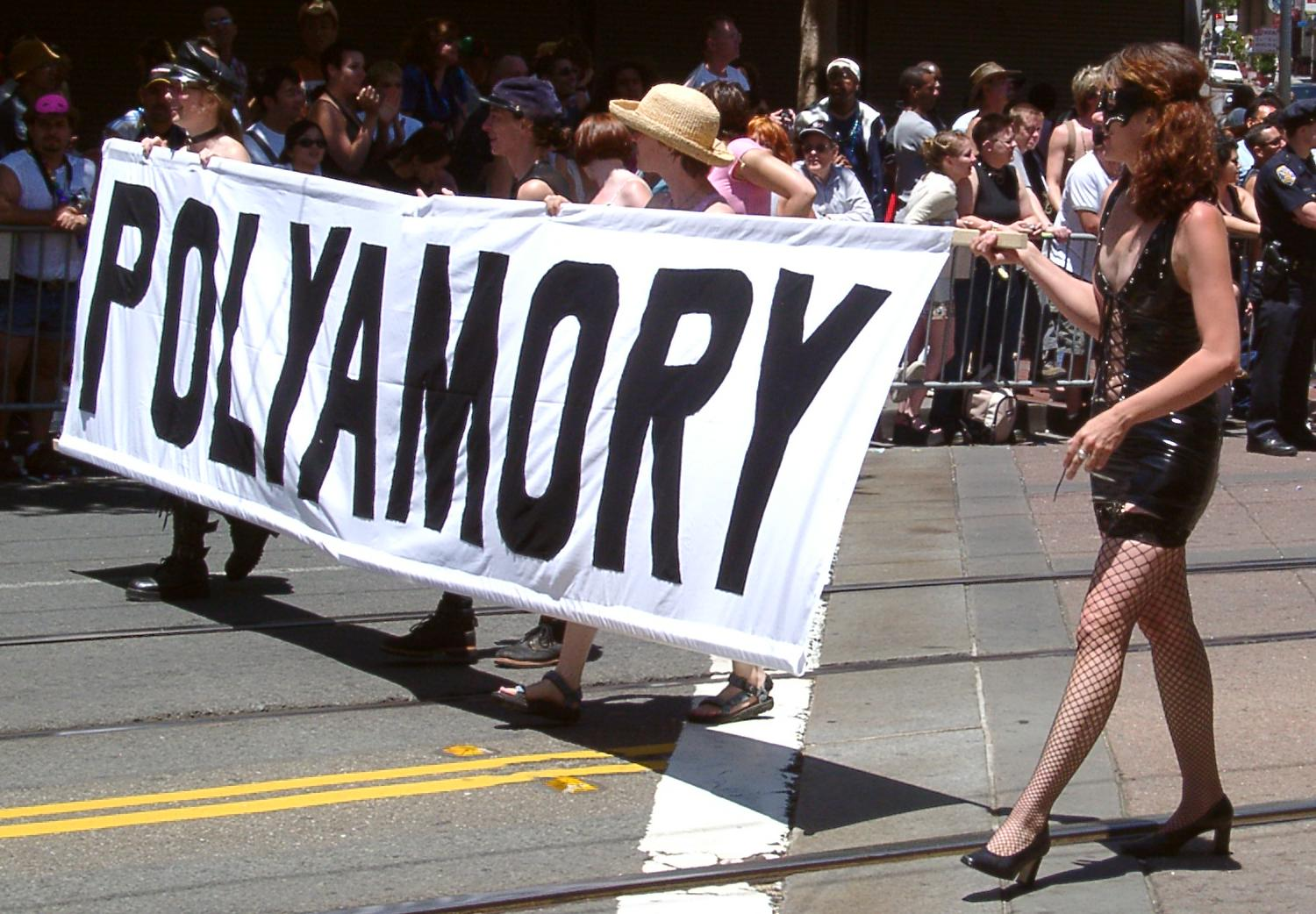
Polyamory Pride em São Francisco, 2004

Poliamor (do grego πολύ - poli, que significa muitos ou vários, e do Latim amor, significando amor) é a prática ou desejo de ter mais de um relacionamento, seja sexual ou romântico, simultaneamente com o conhecimento e consentimento de todos os envolvidos na relação.
Diferencia-se fortemente de um relacionamento aberto, pois apesar dos participantes de uma relação poliamorosa não serem monogâmicos, relações poliamorosas envolvem uma forte conexão emocional, amor e consentimento de todos os envolvidos e é exclusiva entre os membros.
Alguns grupos entendem o poliamor como o modelo de relacionamento não-monogâmico que possui três características principais: não exclusividade romântica ou sexual a dois, consensualidade e equidade entre todas as partes.
Por outras palavras, o poliamor como opção ou modo de vida, defende a possibilidade prática de se estar envolvido — romântica ou sexualmente —  em relações íntimas, profundas e estáveis com mais de um parceiro simultaneamente, de forma consensual, honesta e igualitária.
O poliamor como movimento é mais visível e organizado principalmente nos Estados Unidos, acompanhado de perto por movimentos na Alemanha e Reino Unido. No Brasil, já há jurisprudência reconhecendo relações poliamorosas.
Recentemente, a imprensa em geral tem feito a cobertura quer do movimento poliamor em si, quer dos episódios que lhe estão ligados. Em Novembro de 2005 realizou-se a Primeira Conferência Internacional sobre Poliamor em Hamburgo, Alemanha. Realizou-se, de 25 a 27 de setembro de 2015, em Lisboa, Portugal, a 1st Non-Monogamies and Contemporary Intimacies Conference. Atualmente existem grupos de poliamor no Brasil que se dedicam politicamente à causa, alguns advogam pela não-monogamia política (NMP).
A palavra em si já foi inventada várias vezes, a maior parte das quais sob a forma de adjetivo (inclusivamente utilizado para referir Henrique VIII, Rei da Inglaterra). Existe publicada em português uma breve história sobre a palavra. A palavra foi, em 2014, reconhecida oficialmente em vários dicionários online de português de Portugal.

## Formas de poliamor
Existem várias maneiras de o pôr em prática, consoante às preferências dos interessados, e necessariamente deve envolver o consentimento e a confiança mútua de todas as partes envolvidas:
- Relacionamento em grupo: quando a relação se estabelece de maneira horizontal entre três ou mais pessoas, ou seja, todas as pessoas se relacionam sexual ou romanticamente entre si sem hierarquia entre as partes. O relacionamento em grupo pode ser aberto ou fechado (polifidelidade). Sendo aberto é possível que as partes se relacionem — sexual ou romanticamente — , dentro de acordos pré-estabelecidos, com pessoas de fora do "grupo nuclear"; já a polifidelidade: envolve múltiplas relações românticas com contato sexual e afetivo restrito a parceiros específicos do grupo.[8][9]
- Relacionamentos paralelos ou rede de relacionamentos interconectados: são os relacionamentos que existem paralelamente, ou seja, X se relaciona com Y e Z mas, Y e Z não se relacionam entre si e podem manter de forma independente também outros relacionamentos romântica ou sexualmente.[1]
- Com hierarquia ou sem hierarquia: Nos relacionamentos com hierarquia distinguem-se entre relações "primárias" e "secundárias", nas relações sem hierarquia, como o próprio nome diz, não existe a priori diferença de importância entre uma relação e outra, há um esforço consciente para se tratar todas as relações da forma mais uniforme possível. Em algumas relações existe a possibilidade de parceiros primários, e adeptos da anarquia relacional ou monogamia política rejeitam esta.[2]
- Parceiro Mono/Poli: um parceiro é monogâmico, mas permite que o outro tenha relações exteriores. Na realidade o que muitos chamam de mono/poli é quando uma das partes decide por vontade própria não se relacionar romântica ou sexualmente com terceiros e a outra decide se relacionar, no entanto, não há nenhuma obrigação para que a parte monógama assim permaneça, tendo sempre a possibilidade de se relacionar com outras pessoas.

Os chamados "acordos geométricos", que são descritos de acordo com o número de pessoas envolvidas e pelas suas ligações.
- Exemplos incluem "trios" e "quadras", assim como as geometrias "V" e "N". O elemento comum de uma relação V é algumas vezes referido como "pivô" ou "charneira", e os parceiros ligados indirectamente são referidos como os "braços". Os parceiros-braço estão ligados de forma mais clara com o parceiro pivô do que entre si. Situação contrastante com o "triângulo", em que todos os 3 parceiros estão ligados de forma equitativa. Um trio pode ser um "V" , um triângulo, ou um "T" (um casal com uma relação estreita entre si e uma relação mais ténue com o terceiro). A geometria da relação pode variar ao longo do tempo.[10]
- Pessoas também podem autointitularem-se poliamoristas mesmo não estando em nenhum relacionamento (solteiras) desde que se identifiquem com a possibilidade de relações simultâneas com consentimento e equidade entre as partes.[11][12][13] Isso é denominado por alguns como poliamor solo.[14]

## No Brasil
O ordenamento jurídico brasileiro ainda não prevê expressamente a possibilidade de casamento entre mais de uma pessoa. No entanto, no ano de 2012, na cidade de Tupã, no Estado de São Paulo, lavrou-se escritura pública de união estável entre três pessoas denominada "Escritura Pública Declaratória de União Poliafetiva". A referida união foi entendida como família em razão do afeto mútuo entre os seus participantes, bem como a ausência de vedação legal no Código Civil, no Código Penal ou na Constituição Federal que proíba que as pessoas mantenham relações poliafetivas.
Com efeito, as pessoas que são favoráveis a tais uniões entendem que o artigo 226, §3º, CF/88 ao regulamentar a união estável entre duas pessoas, não teria negado proteção à união estável composta por mais de duas pessoas. Além disso, argumentam que o moderno conceito de família passa pela noção de uma comunidade de afeto, sendo os laços de afetividade a razão de sua origem e fim.
Por outro lado, argumenta-se que as uniões poliafetivas são dotadas de nulidade absoluta, haja vista a vedação expressa normativa quanto à possibilidade de se manter mais de um vínculo matrimonial, não se permitindo, por analogia, a possibilidade se conviver em união com mais de uma pessoa.
Insta destacar que, após o ano de 2012, já ocorreram outras regularizações de uniões poliafetivas no Brasil. Contudo, em maio de 2016, o Conselho Nacional de Justiça, em decorrência de um pedido da Associação de Direito de Família e das Sucessões (ADFAS) para a que a prática fosse proibida, resolveu suspender que novas escrituras de declaratórias de uniões poliafetivas sejam lavradas nos cartórios brasileiros.